# أم العشيرة

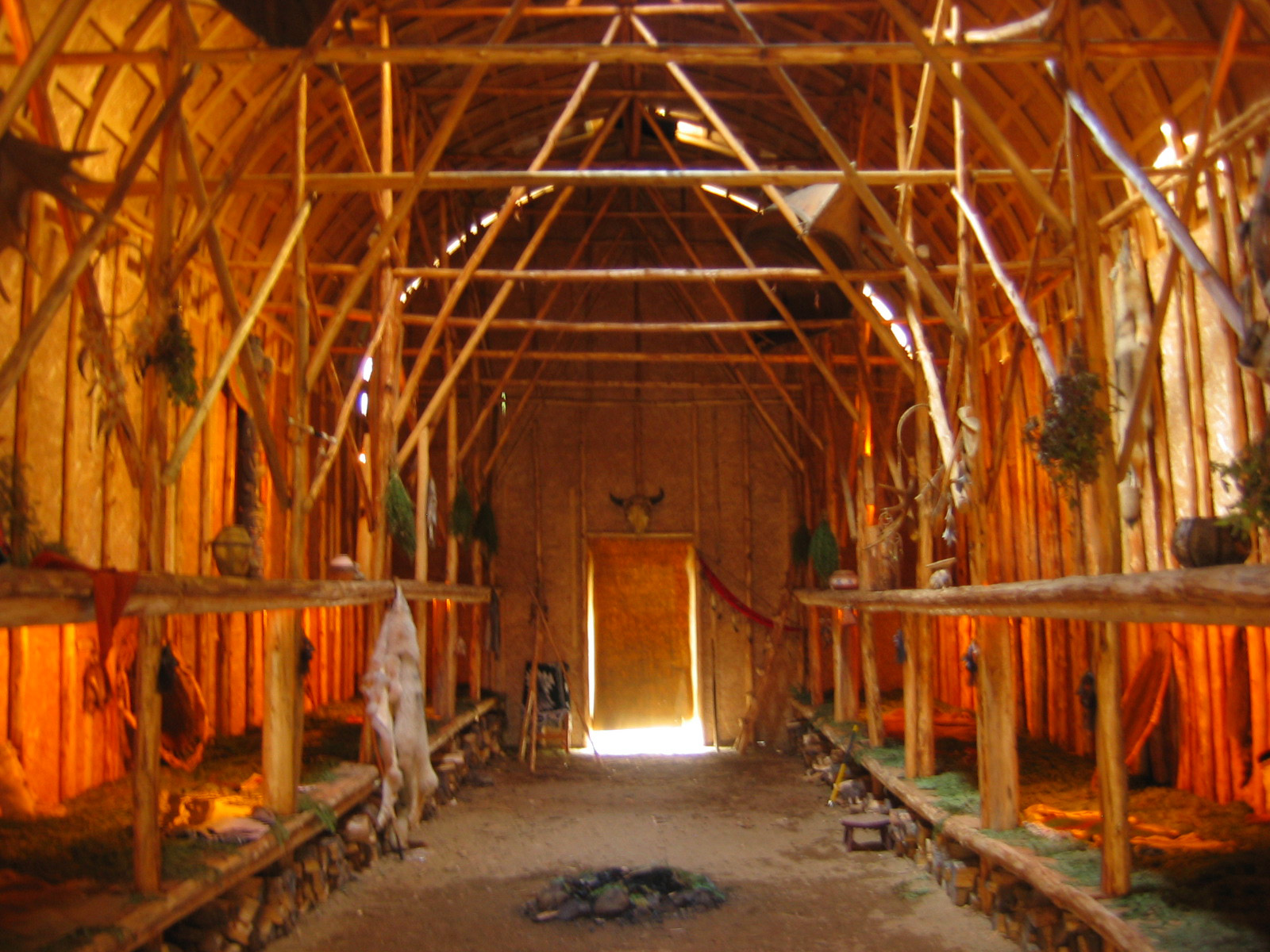

أم العشيرة هو دور تقليدي للنساء المسنات داخل بعض العشائر الأمريكية الأصلية،و التي كانت عادة مسؤولة عن تعيين زعماء القبائل ورجال الدين.